# Саден Вали (Вашингтон)
Саден Вали (енгл. Sudden Valley) насељено је место без административног статуса у америчкој савезној држави Вашингтон.

## Демографија
По попису из 2010. године број становника је 6.441, што је 2.276 (54,6%) становника више него 2000. године.
| Група             | 2000.         | 2010.         |
| Белци             | 3.779 (90,7%) | 5.668 (88,0%) |
| Афроамериканци    | 33 (0,8%)     | 55 (0,9%)     |
| Азијати           | 82 (2,0%)     | 123 (1,9%)    |
| Хиспаноамериканци | 126 (3,0%)    | 315 (4,9%)    |
| Укупно            | 4.165         | 6.441         |